# Татосов Володимир Михайлович
Татосов Володимир Михайлович (рос. Татосов Владимир Михайлович; 10 травня 1926, Москва, СРСР — 24 грудня 2021, Санкт-Петербург, Росія) — радянський і російський актор театру, кіно та дубляжу. Заслужений артист РРФСР (1975). Народний артист РРФСР (1991). Лауреат Всесоюзного і Всеросійського конкурсів артистів естради.

## Біографічні відомості
Народився 10 травня 1926 р. Дитинство провів в Баку; в Свердловську навчався у льотній школі. Закінчив студію при Свердловському театрі драми (1946).
З 1963 року грав у Ленінградському БДТ імені Горького.
З 1954 р. знімається у кіно. З 1971 року — актор кіностудії «Ленфільм». Зіграв близько вісімдесяти різнохарактерних ролей в кіно, телеспектаклях і серіалах.
Грав в українських стрічках: «Родина Коцюбинських» (1970, 2 с), «Весілля» (1973), «Посилка для Світлани» (1974), «Чарівне коло» (1976, т/ф, 2 с), «Вигідний контракт» (1979), «Таємниця корабельного годинника» (1983, Семен), «Світла постать» (1989), «Каталажка» (1990), «По кому в'язниця плаче...» (1991), «І чорт з нами» (1991), «Секретний ешелон» (1993), «Імперія піратів» (1994, Україна—Росія), «Птах щастя» (2006.
Багато працював на озвучуванні й дубляжі кінофільмів.
З 1993 року — актор Петербурзького академічного театру комедії імені М.П. Акімова.
Грав в спектаклях Санкт-Петербурзьких театрів «Балтійський дім», «Притулок комедіанта» і «Російська антреприза» ім. Андрія Миронова.
Багато виступав на естраді, лауреат Всесоюзних і Всеросійських конкурсів артистів естради; один рік працював разом з Аркадієм Райкіним.
Член Всесвітнього клубу петербуржців з 2003 року.
Автор автобіографічної книги рос. «А мне летать охота» (2005).

## Вибрана фільмографія

### Ролі в кіно
- «Велика родина» (1954, фотокореспондент; реж. Й. Хейфиц)
- «Кочубей» (1958, Крайний)
- «У дні Жовтня» (1958, есер Гоц, заступник голови ЦВК Рад)
- «Хлопці з Канонерського» (1960, фотограф)
- «Дванадцять супутників» (1961, Жора)
- «Блакитний вогник-1963» (1963, брав участь в частині «Місто спить» з Анатолієм Минцем)
- «Шлях на арену» (1963, Хачян, помічник режисера)
- «Римські розповіді» (1965, фільм-спектакль; шахрай)
- «Обіцянка щастя» (1965, епізод)
- «Перший відвідувач» (1965, комісар; реж. Л. Квініхідзе)
- «Залп „Аврори“» (1965, Яків Свердлов)
- «Сьогодні – новий атракціон» (1966, «приборкувач» коня)
- «Тетянин день» (1967, Яків Свердлов)
- «Крах» (1968, Еванс)
- «Гуморески Валентина Катаєва» (1968, фільм-спектакль; морські мешканці)
- «Шосте липня» (1968, Яків Свердлов)
- «Інтервенція» (1968, Імерцакі, картковий шулер; реж. Г. Полока)
- «Крах інженера Гаріна» (1968, Тиклінський; реж. Л. Квініхідзе)
- «Час щасливих знахідок» (1969, Харлампій Диогенович, вчитель математики)
- «Смерть Вазір-Мухтара» (1969, Карл Васильович Нессельроде, міністр закордонних справ)
- «Салют, Маріє!» (1970, Ігнасіо Мурьєс)
- «Місія в Кабулі» (1970, секретар посольства Афганістану, (немає в титрах)
- «Потяг у завтрашній день» (1970, Яків Свердлов)
- «Посланці вічності» (1970, Яків Свердлов)
- «Серце Росії» (1971, Яків Свердлов)
- «Родина Коцюбинських» (1970, 2 с, Яків Свердлов; реж. Т. Левчук, кіностудія ім. О. Довженка)
- «Чорні сухарі» (1971, Яків Свердлов)
- «Бій після перемоги» (1972, Помічник генерала Смайлс)
- «Гросмейстер» (1972, Сергій Олександрович, організатор сеансу одночасної гри на курорті)
- «Зламана підкова» (1973, „адмірал“, контрабандист)
- «Останній подвиг Камо» (1973, співробітник ВНК, що зустрічав Софію на вокзалі)
- «Солом'яний капелюшок» (1974, Фелікс, слуга Фадінара; реж. Л. Квініхідзе)
- «Ксенія, кохана дружина Федора» (1974, Кондратьєв; реж. В. Мельников)
- «Посилка для Світлани» (1974, Сергій Михайлович Кулагін; реж. В. Козачков, Одеська кіностудія)
- «Кохання з першого погляду» (1975, Ашот, сусід; реж. Р. Есадзе)
- «Довіра» (1975, Яків Свердлов)
- «Чарівне коло» (1976, т/ф, 2 с, Самарін, режисер цирку; реж. В. Козачков, Одеська кіностудія)
- «Останній рік Беркута» (1977, Жарков)
- «Зачарований принц» (1978, фільм-спектакль; одноокий злодій)
- «Пізня зустріч» (1978, Василь Михайлович Бєляков, художник)
- «Вигідний контракт» (1979, постачальник одеського заводу «Маяк» Терентьєв; реж. В. Савельєв, кіностудія ім. О. Довженка)
- «Перервана серенада» (1979, Тагієв)
- «Карл Маркс. Молоді роки» (1980, Едуард Бернштейн)
- «Таємничий старий» (1980, Шестьоркін Ігор Олегович, офіціант)
- «Крах операції „Терор“» (1980, Сідней Рейлі)
- «Таємниця корабельного годинника» (1983, Семен; кіностудія ім. О. Довженка)
- «Я тебе ніколи не забуду» (1983, доктор Акопян)
- «Виграш самотнього комерсанта» (1984, Каетано)
- «Стежка в небо» (1984, короткометражний; Хосров)
- «Без сім'ї» (1984, лахмітник; реж. В. Бортко)
- «Пригоди Шерлока Холмса і доктора Ватсона: Двадцяте століття починається» (1986, барон фон Херлінг; реж. І. Масленников)
- «Ягуар» (1986, полковник, начальник училища)
- «Історії кота Філофея» (1986—1987, фільм-спектакль; Кіт Філофей)
- «Гобсек» (1987, Гобсек)
- «Ваш спеціальний кореспондент» (1987, Бадя Самоїле)
- «Сороковий день» (1988, Яків Давидович, друг загиблого, (в титрах Тотос)
- «Історія однієї більярдної команди» (1988, дон Чезаре, господар бару)
- «Світла постать» (1989, касир-бухгалтер; реж. О. Павловський, Одеська кіностудія)
- «Каталажка» (1990, дід Кацуба; Одеська кіностудія)
- «І чорт з нами» (1991, винахідник; реж. О. Павловський, Одеська кіностудія)
- «По кому в'язниця плаче...» (1991, Пудов; Одеська кіностудія)
- «Злочин лорда Артура» (1991, декан Чічестер)
- «Розшукове бюро „Фелікс“» (1993, епізод, немає в титрах)
- «Секретний ешелон» (1993, літній грузин; реж. Я. Лупій)
- «Імперія піратів» (1994, Жерар, французький капітан; Україна—Росія)
- «Шрам. Замах на Піночета» (1996, дон Хоакін)
- «Легенда про Тіля» (1997, фільм-спектакль)
- «Історія про Ричарда, Мілорда і прекрасну Жар-птицю» (1997, покупець «Агдама»)
- «Агент національної безпеки-1» (1998, т/с, Асланов, глава роду (в серії «Спадкоємець»)
- «Спогади про Шерлока Холмса» (2000, барон фон Херлінг; реж. І. Масленников)
- «Бандитський Петербург. Фільм 3. Крах Антибіотика» (2001, т/с, Мойсей Лазаревич Гутман, бухгалтер і ділова людина)
- «Погана звичка» (2002, Валеріан Макарович, кур'єр, який доставив квитки)
- «Убивча сила 5» (Аномальна зона, фільм 3) (2003, т/c, дід Тарілка)
- «Вулиці розбитих ліхтарів 5» (Герой дня, 8 серія) (2003, т/c, Ігор Петрович)
- «Вулиці розбитих ліхтарів 6» (Дуплет, 5 серія) (2004, т/c, Павло Борисов („Дуплет“)
- «Справжня історія поручика Ржевського» (2005, Модест Порфирович)
- «Мрія» (2006, Джангахір)
- «Птах щастя» (2006, старий; реж. Тетяна Канаєва)
- «Соло» (2018, короткометражний, Нечаєв) та ін.

### Озвучування, дубляж
- «Вогні Баку» (1950, Сталін — роль М. Геловані)
- «Легенда про озеро Парвана» (1970, мультфільм)
- «Дикий капітан» (1971, роль Юрі Ярвета)
- «Соляріс» (1972, Снаут — роль Юрі Ярвета)
- «Троє на снігу» (1973, ФРН)
- «Велике життя» (1939, Іван Семенович Курський (у версії 1973 року) — роль Петра Алейникова)
- «Він починає сердитися» (1974, Франція)
- «Історія мертвої людини» (1974, Чехословаччина)
- «Червона скрипка» (1974, ролі Р. Александрова і Юрі Ярвета)
- «Напад на таємну поліцію» (1975, Спіцаус — роль Вайроніса Яканса)
- «Небесні ластівки» (1976, директор театру-вар'єте)
- «Літо» (1976, батько Тоотса — роль Юрі Ярвета)
- «Звільнення Праги» (1976, Чехословаччина)
- «Ворожіння на ромашці» (1977, Оскар — роль Юрі Ярвета)
- «Гонорар за зраду» (1978, Італія)
- «Потрійне сальто» (1980, Румунія)
- «Ангар 18» (1980, США)
- «Дорогою страждань і гніву» (1982, Румунія)
- «Жовта Роза» (1982, Румунія)
- «Без паніки, майор Кардош!» (1982)
- «Нові пригоди Жовтої Троянди» (1983, Румунія)
- «Ва-банк 2» (1985, Дуньчик, Данець — роль Вітольда Пиркоша)
- «Протистояння» (1985, Месроп Санамян, співробітник карного розшуку в Адлері)
- «Як стати зіркою» (1986, папуга Вака)
- «Пророки в своїй вітчизні» (1990, документальний, читає текст)
- «Попри все» (1992, Тимур Жванія — роль Нодара Мгалоблішвілі) та ін.